# Ha ölni kell (film)
A Ha ölni kell (eredeti cím: A Time to Kill) 1996-ban bemutatott amerikai filmdráma. Joel Schumacher rendezte, John Grisham azonos című regényének adaptációjaként. A főbb szerepekben Sandra Bullock, Matthew McConaughey és Samuel L. Jackson látható.

## Cselekmény
Egy déli kisvárosban megerőszakolnak egy fekete lányt. A fiatal sztárügyvéd, Jake kockára teszi eddig megszerzett egzisztenciáját, családját, hogy a becsületért és az igazságért szembeszálljon egy egész várossal. Asszisztense segítségével harcol a tettesekkel végző apa felmentéséért.

## Szereplők
| Színész             | Szerep             | Magyar hang          |
| ------------------- | ------------------ | -------------------- |
| Matthew McConaughey | Jake Brigance      | Haás Vander Péter    |
| Sandra Bullock      | Ellen Roark        | Für Anikó            |
| Samuel L. Jackson   | Carl Lee Hailey    | Rajhona Ádám         |
| Kevin Spacey        | Rufus Buckley      | Várkonyi András      |
| Oliver Platt        | Harry Rex Vonner   | Csuja Imre           |
| Charles S. Dutton   | Ozzie Walls seriff | Hankó Attila         |
| Brenda Fricker      | Ethel Twitty       | Fodor Zsóka          |
| Donald Sutherland   | Lucien Wilbanks    | Barbinek Péter       |
| Kiefer Sutherland   | Freddie Lee Cobb   | Szabó Sipos Barnabás |
| Patrick McGoohan    | Omar Noose bíró    | Kun Vilmos           |
| Ashley Judd         | Carla Brigance     | Tallós Rita          |